# 費多里夫卡 (卡爾利夫卡區)
49°23′8″N 35°7′26″E / 49.38556°N 35.12389°E
費多里夫卡（烏克蘭語：Федорівка）是位於烏克蘭中部波爾塔瓦州裏波爾塔瓦區的村莊，距離克利米夫卡3公里，海拔高度86米，2001年人口2,258。